# Circuit integrat

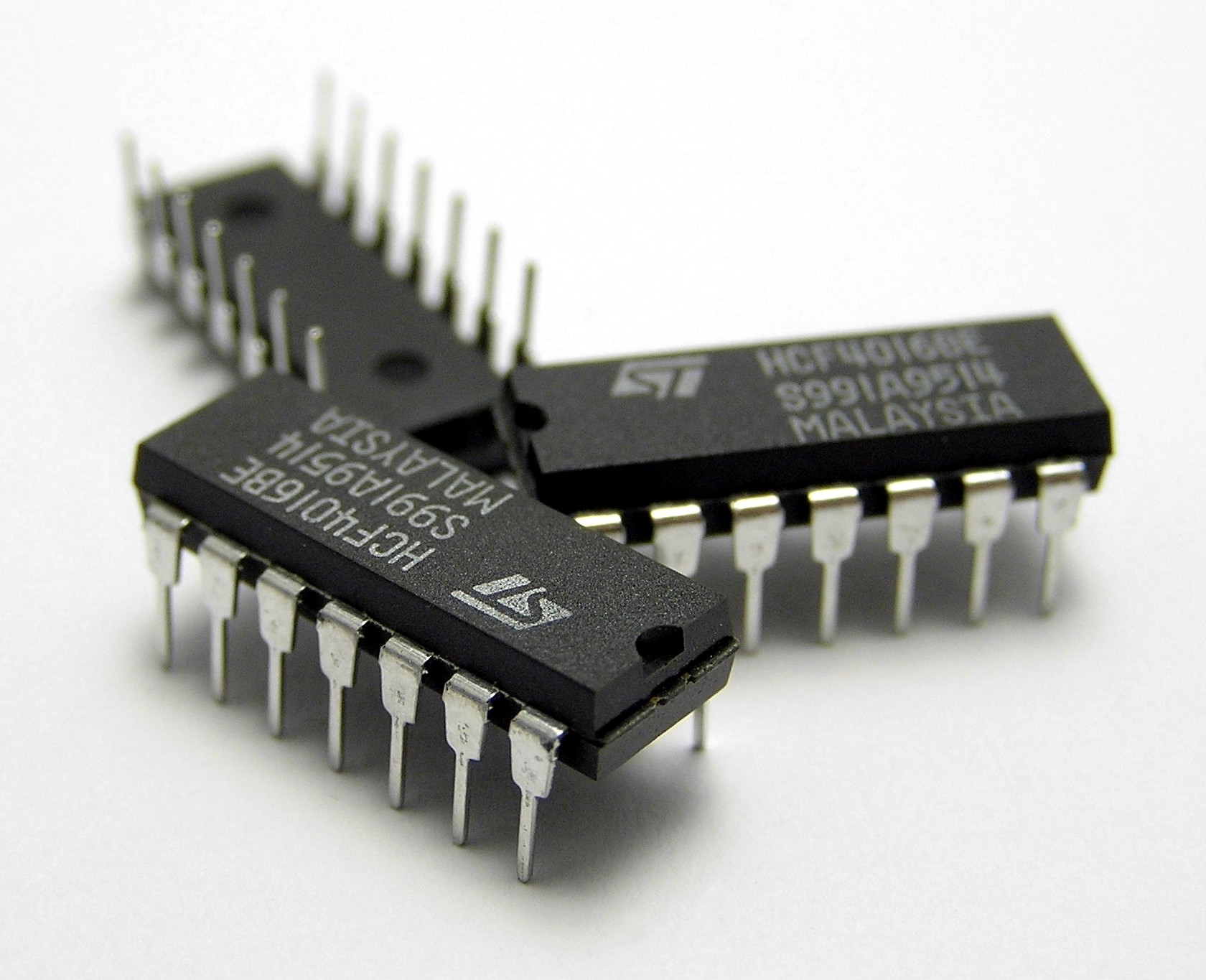
Tres xips

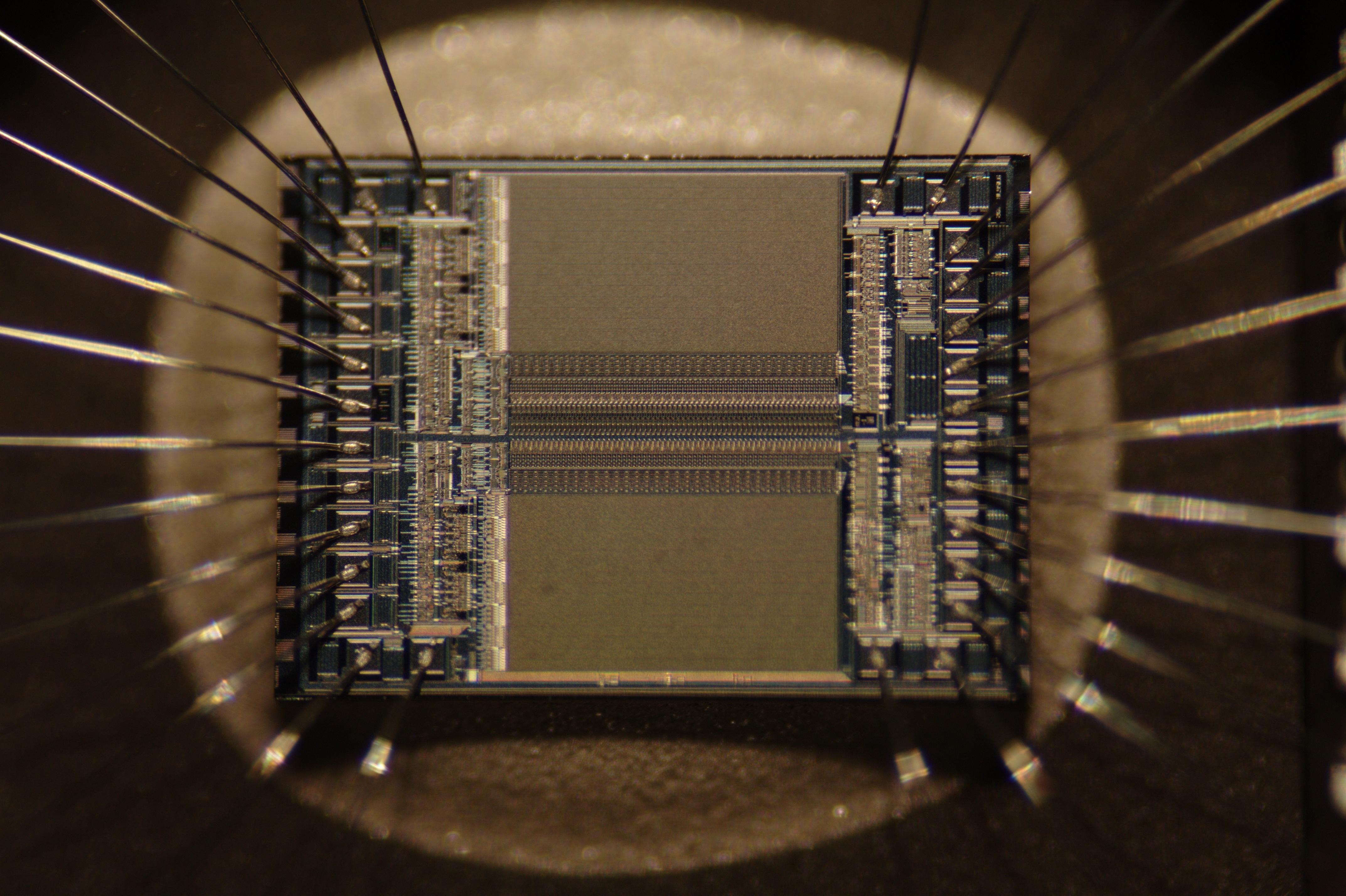
Circuit integrat d'un microxip de memòria EPROM que mostra els blocs de memòria, els circuits de suport i els cables fins que connecten el dau del circuit integrat al suport.

Un circuit integrat (també conegut com a xip o microxip) és una pastilla o xip on es troben tots els components electrònics necessaris per complir una funció. Aquests components estan formats, principalment, per condensadors, díodes, resistències i transistors. La grandària dels circuits integrats és semblant a la d’un transistor corrent, de manera que llur descobriment ha permès una miniaturització dels circuits electrònics i ha donat lloc a la microelectrònica.
Els circuits integrats (CI) es van fer possibles gràcies a descobriments experimentals que mostraven que artefactes semiconductors podien desenvolupar les funcions dels tubs de buit, així com als avanços científics de la fabricació de semiconductors a mitjan segle xx . La integració de grans quantitats de petits transistors dins d'un petit espai va ser un gran avanç en l'elaboració manual de circuits utilitzant components electrònics discrets. La capacitat de producció massiva dels circuits integrats, així com la fiabilitat i acostament a la construcció d'un diagrama a blocs en circuits, assegurava la ràpida adopció dels circuits integrats estandarditzats en lloc de dissenys utilitzant transistors discrets.
Els CI tenen dos principals avantatges sobre els circuits discrets: cost i rendiment. El baix cost és gràcies als xips; ja que posseeix tots els seus components impresos en una unitat de fotolitografia en lloc de ser construïts un transistor alhora. A més a més, els CI empaquetats usen molt menys material que els circuits discrets. El rendiment és alt ja que els components dels CI canvien ràpidament i consumeixen poca potència (comparat les seves contraparts discretes) com a resultat de la seva petita grandària i proximitat de tots els seus components. Des de 2012, l'interval d'àrea de xips típics és des d'uns pocs mil·límetres quadrats a al voltant de 450 mm², amb fins a 9 milions de transistors per mm².
Els circuits integrats són usats en pràcticament tots els equips electrònics avui dia, i han revolucionat el món de l'electrònica. Ordinadors, telèfons mòbils, i altres dispositius electrònics que són part indispensable de les societats modernes, són possibles gràcies als baixos costos dels circuits integrats.
El primer circuit integrat es va desenvolupar l'any 1958, el va crear Jack Kilby quan treballava per Texas Instruments, que el va patentar el 6 de febrer de 1959. Aquest circuit estava format només per sis transistors. L'any 2000 va rebre el Premi Nobel de Física per aquest invent.

## Vista general

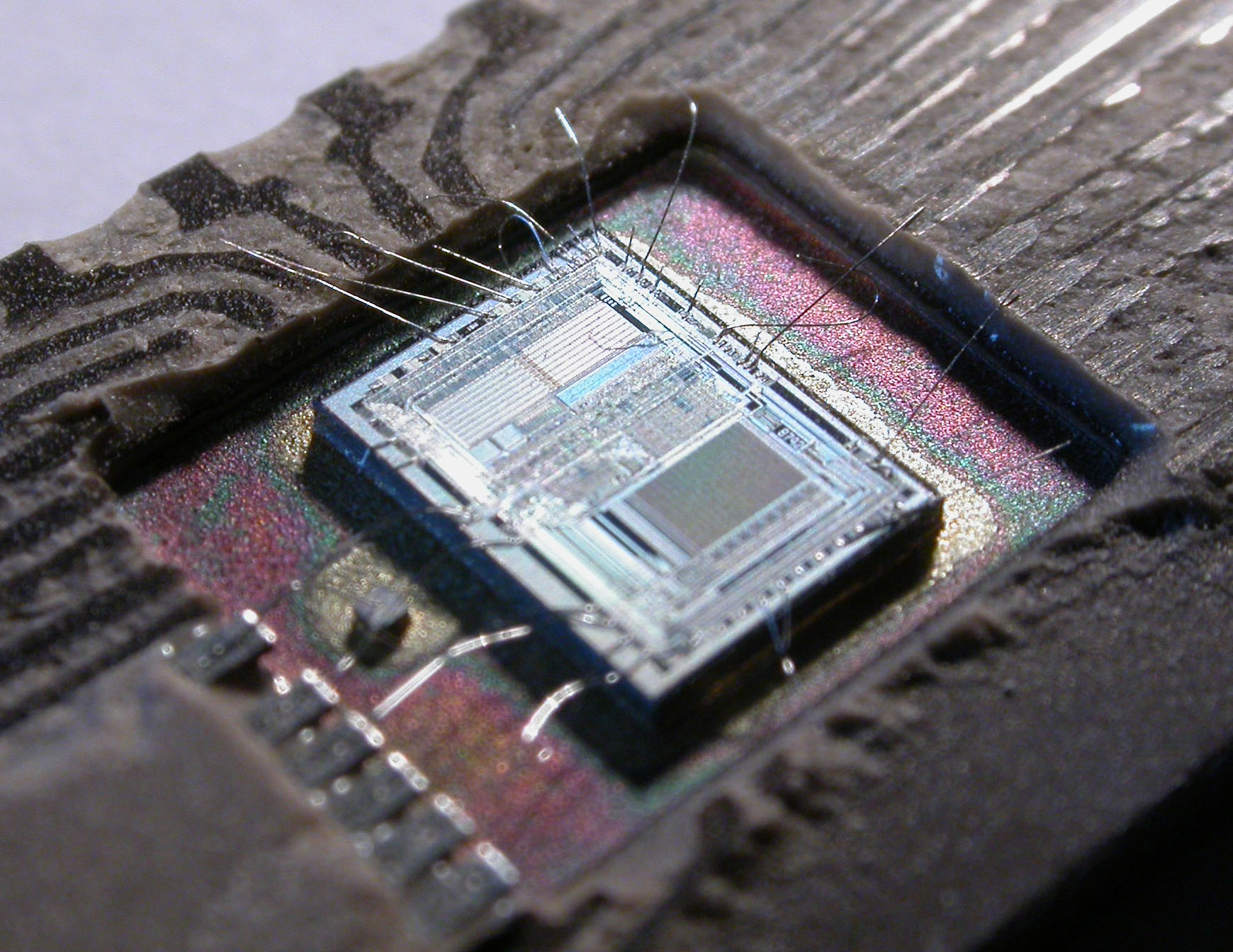
El dau d'un Intel 8742, un microcontrolador NMOS de 8 bits que inclou una CPU que funciona a 12 MHz, 128 bytes de RAM, 2048 bytes d'EPROM i E/S al mateix xip.

Els circuits integrats foren possibles gràcies a descobriments experimentals que demostraren que els semiconductors poden complir les funcions dels tubs de buit. La integració de grans quantitats de diminuts transistors en petits xips va esdevenir un enorme avanç sobre l'assamblatge manual dels tubs de buit (vàlvules) i circuits usant components discrets. La capacitat de producció massiva de circuits integrats, confiabilitat i facilitat d'afegir-hi complexitat, va imposar l'estandardització dels CIs en lloc dels dissenys utilitzant transistors, que aviat van deixar obsolets a les vàlvules o tubs de buit.
Existeixen dos avantatges principals dels CIs sobre els circuits convencionals: cost i rendiment. El baix cost és a causa del fet que els xips, amb tots els seus components, són gravats en una sola peça per fotolitografia i no construint els transistors un a un.

Estructura esquemàtica d'un xip CMOS, tal com es va construir a principis dels anys 2000. El gràfic mostra els LDD-MISFET en un substrat SOI amb cinc capes de metal·lització i un cop de soldadura per a la unió del xip.

## Història

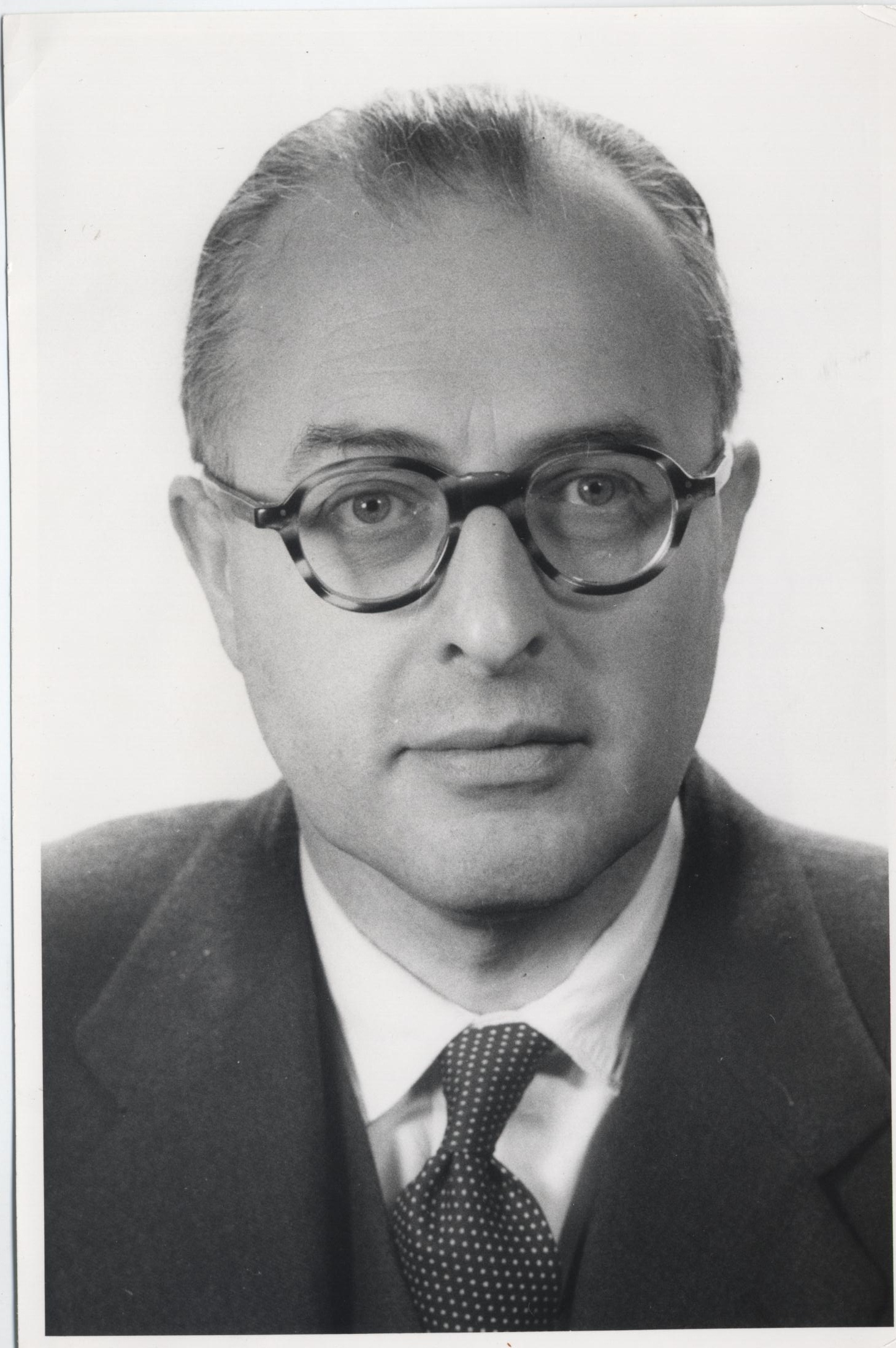
Geoffrey Dummer als anys 1950

El 15 d'abril del 1949, l'enginyer alemany Werner Jacobi (Siemens AG) completa la primera sol·licitud de patent per a circuits integrats amb dispositius amplificadors de semiconductors. Jacobi va realitzar una típica aplicació industrial per a la seva patent, la qual no va ser registrada.
Més tard, la integració de circuits va ser conceptualitzada pel científic de radars Geoffrey Dummer (1909-2002), que estava treballant per a la Royal Radar Establishment del Ministeri de Defensa Britànic, a finals de la dècada de 1940 i principis de la dècada de 1950.
Acabat de fer servir Texas Instruments, Jack S. Kilby va registrar les seves idees inicials sobre el circuit integrat el juliol de 1958, demostrant amb èxit el primer exemple integrat de treball el 12 de setembre de 1958. En la seva patent del 6 de febrer de 1959, Kilby va descriure el seu nou dispositiu com «un cos de material semiconductor […] en què tots els components del circuit electrònic estan completament integrats». Es tractava d'un dispositiu de germani que integrava sis transistors en una mateixa base semiconductora per formar un oscil·lador de rotació de fase. El primer client de la nova invenció va ser la Força Aèria dels Estats Units.
L'any 2000 Kilby va ser guardonat amb el Premi Nobel de Física per l'enorme contribució del seu invent al desenvolupament de la tecnologia.
Robert Noyce va desenvolupar el seu propi circuit integrat, que va patentar uns sis mesos després. A més, va resoldre alguns problemes pràctics que posseïa el circuit de Kilby, com el de la interconnexió de tots els components; en simplificar l'estructura del xip mitjançant l'addició de metall en una capa final i l'eliminació d'algunes de les connexions, el circuit integrat es va fer més adequat per a la seva producció en massa. A més de ser un dels pioners del circuit integrat, Robert Noyce també va ser un dels cofundadors d'Intel Corporation, un dels majors fabricants de circuits integrats del món.
Els circuits integrats es troben en tots els aparells electrònics moderns, com ara rellotges, automòbils, televisors, reproductors MP3, telèfons mòbils, ordinadors, equips mèdics, etc.
El desenvolupament dels circuits integrats va ser possible gràcies a descobriments experimentals que van demostrar que els semiconductors, particularment els transistors, poden realitzar algunes de les funcions de les vàlvules de buit.
La integració de grans quantitats de diminuts transistors en petits xips va ser un enorme avenç sobre l'assemblatge manual dels tubs de buit (vàlvules) i en la fabricació de circuits electrònics utilitzant components discrets.
La capacitat de producció massiva de circuits integrats, la seva fiabilitat i la facilitat d'afegir complexitat, va portar a la seva estandardització, reemplaçant circuits complets amb dissenys que utilitzaven transistors discrets, i a més, portant ràpidament a l'obsolescència a les vàlvules o tubs de buit.
Són tres els avantatges més importants que tenen els circuits integrats sobre els circuits electrònics construïts amb components discrets: el seu menor cost; la seva major eficiència energètica i la seva mida reduïda. El baix cost és degut al fet que els CI són fabricats sent impresos com una sola peça per fotolitografia a partir d'una oblea, generalment de silici, permetent la producció en cadena de grans quantitats, amb una molt baixa taxa de defectes. L'elevada eficiència és perquè, atesa la miniaturització de tots els seus components, el consum d'energia és considerablement menor, a les mateixes condicions de funcionament que un circuit electrònic homòleg fabricat amb components discrets. Finalment, el més notable atribut és la seva mida reduïda en relació amb els circuits discrets; per il·lustrar això: un circuit integrat pot contenir des de milers fins a diversos milions de transistors en uns pocs mil·límetres quadrats.
Els avenços que van fer possible el circuit integrat han estat, fonamentalment, els desenvolupaments en la fabricació de dispositius semiconductors a mitjans del segle xx i els descobriments experimentals que van mostrar que aquests dispositius podien reemplaçar les funcions de les vàlvules o tubs de buit, que es van tornar ràpidament obsolets en no poder competir amb la mida petita, el consum d'energia moderat, els temps de commutació mínims, la confiança, la capacitat de producció en massa i la versatilitat dels CI.
Entre els circuits integrats més complexos i avançats es troben els microprocessadors, que controlen nombrosos aparells, des de telefonia mòbil telèfons mòbils i forn de microones fins a ordinadors. Els xips de memòries digitals són una altra família de circuits integrats, d'importància crucial per a la moderna societat de la informació. Mentre que el cost de dissenyar i desenvolupar un circuit integrat complex és força alt, quan es reparteix entre milions d'unitats de producció, el cost individual dels QI en general es redueix al mínim. L'eficiència dels CI és alta pel fet que la petita grandària dels xips permet curtes connexions que possibiliten la utilització de lògica de baix consum (com és el cas de CMOS), i amb altes velocitats de commutació.
A mesura que transcorren els anys, els circuits integrats van evolucionant: es fabriquen en mides cada cop més petites, amb millors característiques i prestacions, milloren la seva eficiència i la seva eficàcia, i es permet així que major quantitat d'elements siguin empaquetats (integrats) en un mateix xip (vegeu la llei de Moore). Al mateix temps que la mida es redueix, altres qualitats també milloren (el cost i el consum d'energia disminueixen, i alhora augmenta el rendiment). Encara que aquests guanys són aparentment per a l'usuari final, hi ha una ferotge competència entre els fabricants per utilitzar geometries cada vegada més primes. Aquest procés, i el que s'esperava per als propers anys, està molt ben descrit per la International Technology Roadmap for Semiconductors.

### Crisi dels microprocessadors
El confinament mundial derivat de la pandèmia del COVID-19 l'any 2020 ha provocat un augment sense precedents en la demanda de microprocessadors, cosa que ha col·lapsat la indústria mundial. El preu dels microxips ha pujat amb pics de fins al 30% en els darrers 12 mesos. Desenes de fàbriques que depenen dels microprocessadors han endarrerit la seva producció o tancat temporalment, fins i tot a Espanya. Aquesta crisi amenaça els consumidors i evidencia les debilitats d'una tecnologia que podria haver tocat sostre. A més, suposa un punt d'inflexió per a occident, que fins ara dominava el mercat tecnològic en matèria de desenvolupament de microxips.
La indústria dels microxips s'enfronta a un altre important obstacle: la Llei de Moore, que segons alguns especialistes estaria començant a fallar. El 1965 Gordon Moore, cofundador d'Intel, va formular la llei que porta el seu nom, segons la qual el nombre de transistors que pot contenir un microxip es duplica cada dos anys. Aquest postulat ha permès desenvolupar ordinadors cada cop més potents i amb un menor cost. Tot i això, a partir del 2010 el ritme de la innovació ha començat a alentir-se. El 2015 el CEO d'Intel, Bryant Krzanich, va reconèixer que hi havia una discontinuïtat a l'hora de miniaturitzar els components de manera rendible. Per fabricar un microxip d'última generació cal una tecnologia molt cara i complexa, la “litografia ultraviolada extrema”.

## Avanços en els circuits integrats
Entre els circuits integrats més recents hi ha els microprocessadors, que controlen des de computadors fins a telèfons mòbils i forns microones. Els xips de memòria digitals són una altra família de circuits integrats que són d'importància crucial per a la moderna societat de la informació. Mentre que el cost de dissenyar i desenvolupar un circuit integrat complex és força alt, quan es reparteix entre milions d'unitats de producció, el cost individual de cada CI es redueix al mínim. L'eficiència dels CIs és alta a causa del fet que la petita mida dels xips permet connexions curtes que possibilita l'ús de lògica de baix consum (com és el cas del CMOS en altes velocitats de commutació.
Amb el transcurs dels anys, els CIs estan constantment migrant a mides més petites i amb millors característiques, permetent que hi hagi més circuits empaquetats a cada xip (vegeu la llei de Moore). Al mateix temps que la mida es redueix, pràcticament tot millora (el cost i el consum d'energia disminueix i la velocitat augmenta).

## Popularitat dels CI
Només ha transcorregut mig segle des que es va iniciar el seu desenvolupament i els circuits integrats s'han tornat gairebé omnipresents. Ordinadors, telèfons mòbils i altres aplicacions digitals són ara parts importantíssimes de les societats modernes. La informàtica, les comunicacions, la manufactura i els sistemes de transport, incloent Internet, tots depenen de l'existència dels circuits integrats. De fet, molts estudiosos pensen que la revolució digital causada pels circuits integrats és un dels esdeveniments més significatius de la història de la humanitat.

## Classificació

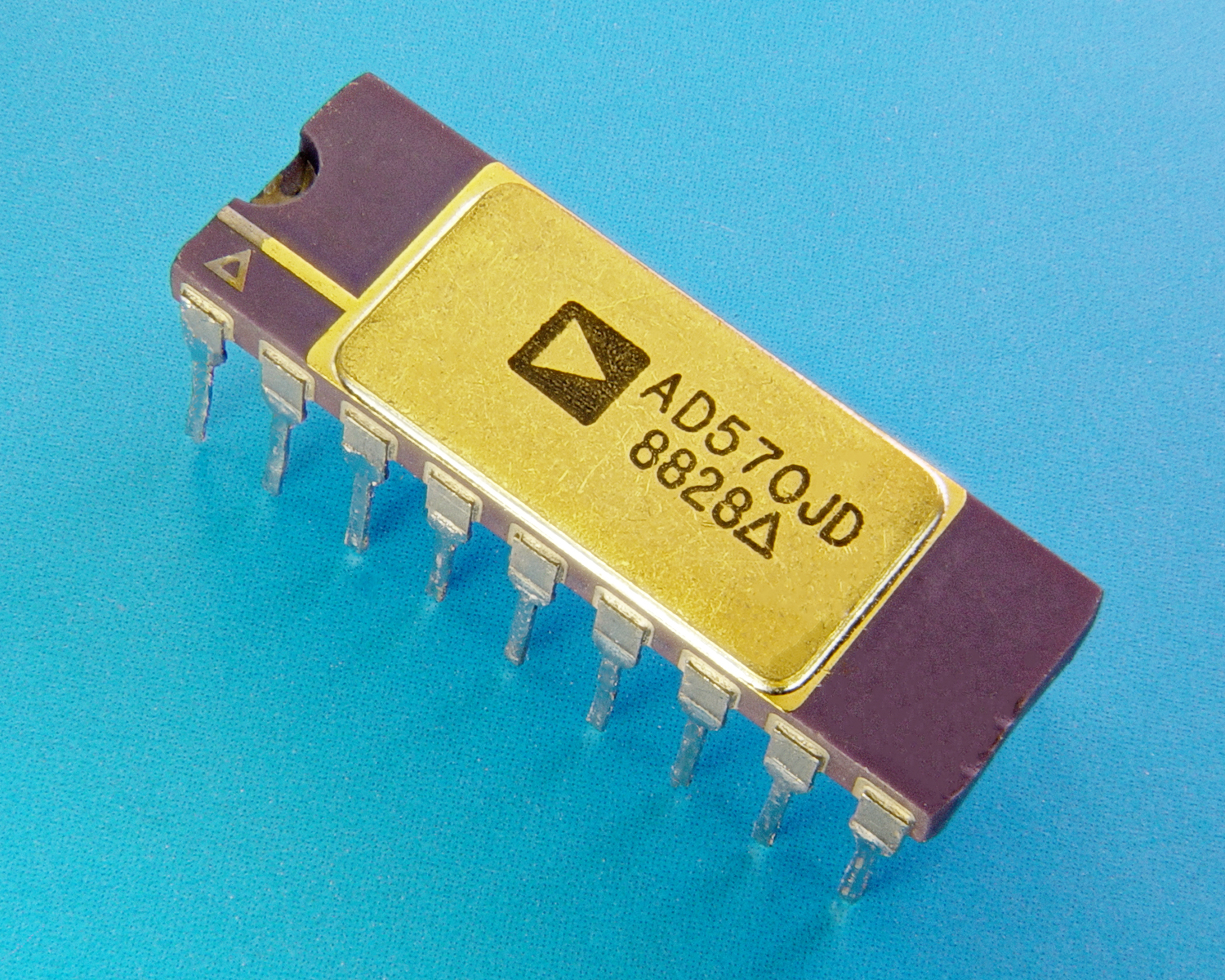
Convertidor analògic-digital en un DIP

### Segons el nombre d'elements
- SSI (Small Scale Integration) petita escala: inferior a 12
- MSI (Medium Scale Integration) circuit integrat a escala mitjana:[11] 12 a 99
- LSI (Large Scale Integration) circuit integrat a gran escala:[12] 100 a 9.999
- VLSI (Very Large Scale Integration) circuit integrat a molt gran escala:[13] 10.000 a 99.999
- ULSI (Ultra Large Scale Integration) ultra gran escala: igual o superior a 100.000

Els processadors evidentment s'escapen d'aquesta escala, car actualment estan formats per centenars de milions de transistors.

### Segons les funcions integrades
Es classifiquen en tres grans grups:
- Circuits integrats analògics. Poden constar des de simples transistors encapsulats junts, sense unió entre ells, fins a dispositius complets com amplificadors, oscil·ladors o fins i tot receptors de ràdio complets.

- Circuits integrats digitals. Poden ser des de bàsiques portes lògiques (AND, OR, NOT) fins als més complicats microprocessadors.[1]

- Circuits integrats híbrids[14] (de tecnologia mixta analògic-digital). Cada vegada més els circuits analògics incorporen funcionalitats digitals.

## Encapsulats
Quant a la interfície externa existeixen multitud d'encapsulats:
- Tecnologia convencional de soldadora amb forats passants
- Tecnologia d'encapsulats de soldadura superficial